# Viva México (Chiapas)
Viva México es una localidad del estado mexicano de Chiapas. Es parte del municipio de Tapachula.

## Demografía
| Gráfica de evolución demográfica |
|                                  |

| Censo | Población |
| ----- | --------- |
| 1930  | 200       |
| 1940  | 285       |
| 1950  | 297       |
| 1960  | 325       |
| 1970  | 605       |
| 1980  | 792       |
| 1990  | 1 608     |
| 2000  | 1 614     |
| 2010  | 1 691     |
| 2020  | 1 801     |